# الحجمة (صعفان)

تعديل مصدري - تعديل

الحجمة هي إحدى قرى عزلة بني عراف بمديرية صعفان التابعة لمحافظة صنعاء، بلغ تعداد سكانها 173 نسمة حسب تعداد اليمن لعام 2004.